# Otis (Massachusetts)
Otis é uma vila localizada no condado de Berkshire no estado estadounidense de Massachusetts. No Censo de 2010 tinha uma população de 1.612 habitantes e uma densidade populacional de 16,36 pessoas por km².

## Geografia
Otis encontra-se localizado nas coordenadas 42° 12′ 16″ N, 73° 05′ 06″ O. Segundo 0 Departamento do Censo dos Estados Unidos, Otis tem uma superfície total de 98.51 km², da qual 92.05 km² correspondem a terra firme e (6.55%) 6.45 km² é água.

## Demografia
Segundo o censo de 2010, tinha 1.612 pessoas residindo em Otis. A densidade populacional era de 16,36 hab./km². Dos 1.612 habitantes, Otis estava composto pelo 97.58% brancos, o 0.12% eram afroamericanos, o 0.25% eram amerindios, o 0.56% eram asiáticos, o 0% eram insulares do Pacífico, o 0.25% eram de outras raças e o 1.24% pertenciam a duas ou mais raças. Do total da população o 1.12% eram hispanos ou latinos de qualquer raça.